# Llorà
Llorà es una localidad española del municipio de San Martín de Liémana, perteneciente a la provincia de Gerona, en la comunidad autónoma de Cataluña.

## Historia
A mediados del siglo XIX el lugar, ya por entonces perteneciente a San Martín de Liémana, tenía contabilizada una población de 137 habitantes. Aparece descrito en el octavo volumen del Diccionario geográfico-estadístico-histórico de España y sus posesiones de Ultramar de Pascual Madoz de la siguiente manera:

LLORA: l. en la prov., part. jud. y dióc. de Gerona, aud. terr., c. g. de Barcelona, ayunt. de San Martin de Llemaná. sit. á la márg. izq. de un riach. que desemboca en el Ter, con buena ventilacion y clima saludable; las enfermedades comunes, son fiebres intermitentes. Tiene una igl. parr. (San Pedro) servida por un cura de ingreso, de provision real y ordinaria. El térm. confina con Ginestar, Canet de Adri, Las  Serras y Biert. El terreno participa de monte y llano, le fertiliza el indicado riach., y le cruzan varios caminos locales de herradura. El correo se recibe de la cap. prod.: trigo, legumbres, vino y aceite; cria poco ganado, y caza de distintas especies. pobl.: 27 vec., 137 alm. cap. prod.: 3.06664,000- imp.: 76,600.
(Madoz, 1847, p. 506)

En 2018 la entidad singular de población de Llorà tenía empadronados 460 habitantes y el núcleo de población 354.

## Patrimonio
En el lugar hay una iglesia bajo la advocación de San Pedro.